# Scornicești
Scornicești (pronunciat skorniˈt͡ʃeʃtʲ) és una població de la província d'Olt, situada entre les regions històriques de Muntènia i Oltènia, al sud de Romania, amb una població d'11.766 habitants. El municipi inclou 13 pobles més (Bălțați, Bircii, Chițeasca, Constantinești, Jitaru, Mărgineni-Slobozia, Mihăilești-Popești, Mogoșești, Negreni, Piscani, Rusciori, Șuica i Teiuș) amb una superfície total de 170 km², el terme municipal més gran de tota la província d'Olt.

## Història
Scornicești és el lloc de naixement del líder comunista Nicolae Ceaușescu, que hi va viure fins a l'edat d'11 anys, quan va marxar a Bucarest per aprendre l'ofici de sabater. Durant el seu mandat, Ceaușescu va intentar fer de Scornicești un "poble model" on hi havia de viure el "Nou Home Soviètic". En conseqüència, el 1988 es va començar a demolir totes les cases tradicionals del poble i substituir-les per edificis d'apartaments, i es va canviar l'estatus del lloc de "poble" a "ciutat" (ara bé, la casa natal de Ceauşescu es va salvar de la demolició, i avui és una de les atraccions turístiques locals - veure a WikiMapia).
Ceaușescu també va fer edificar un gran estadi amb una capacitat de 18.000 espectadors per a l'equip de futbol local, el FC Olt Scorniceşti, que va pujar a la primera divisió de la Lliga romanesa de futbol amb l'ajuda del dictador. Actualment, però, aquest club competeix a la lliga provincial d'Olt.
Scornicești està perdent població en les darreres dècades: 13.998 habitants el 1992, 13.751 el 2002, 11.766 el 2011. Un milionari romanès, Dinel Staicu, ha anunciat que està construint un museu dedicat a Ceaușescu a la seva ciutat natal. També hi ha un parc de captació d'energia solar.